# Taizhou (Jiangsu)
Taizhou (chinesisch 泰州市, Pinyin Tàizhōu shì) ist eine bezirksfreie Stadt in der Provinz Jiangsu der Volksrepublik China. Das Verwaltungsgebiet von Taizhou erstreckt sich über eine Fläche von 5.787 km² und wird von 4.512.762 Menschen (Stand: Zensus 2020) bewohnt. In dem eigentlichen städtischen Siedlungsgebiet von Taizhou leben 676.877 Menschen (Zensus 2010).

## Administrative Gliederung
Auf Kreisebene setzt sich Taizhou aus drei Stadtbezirken und drei kreisfreien Städten zusammen. Diese sind:
- Stadtbezirk Hailing (海陵区), 210 km², 430.000 Einwohner;
- Stadtbezirk Gaogang (高港区), 224 km², 190.000 Einwohner;
- Stadtbezirk Jiangyan (姜堰区), 1.046 km², 900.000 Einwohner;
- Stadt Jingjiang (靖江市), 665 km², 660.000 Einwohner;
- Stadt Taixing (泰兴市), 1.256 km², 1,28 Mio. Einwohner;
- Stadt Xinghua (兴化市), 2.393 km², 1,55 Mio. Einwohner.

## Allgemeines
Taizhou liegt nördlich des Jangtse auf der Hälfte zwischen Shanghai und Nanjing. Auf der gegenüberliegende Flussseite liegt im Westen Zhenjiang verbunden durch die Taizhou Yangtze River Bridge, eine der 30 längsten Hängebrücken und mit fast 10 km die mit der größten Gesamtlänge weltweit. Im Süden liegt Changzhou gegenüber.
Taizhou ist der Gründungsort der chinesischen Marine.

## Partnerstädte
Partnerstädte von Taizhou sind das US-amerikanische Newport News, der südkoreanische Landkreis Eumseong-gun, Huy (Belgien) und Santos (Brasilien). Seit 2001 gehört auch das finnische  Kotka dazu.

## Persönlichkeiten
- Liu Junxi (* 2003), Hürdenläufer